# Eduard Stawyzkyj

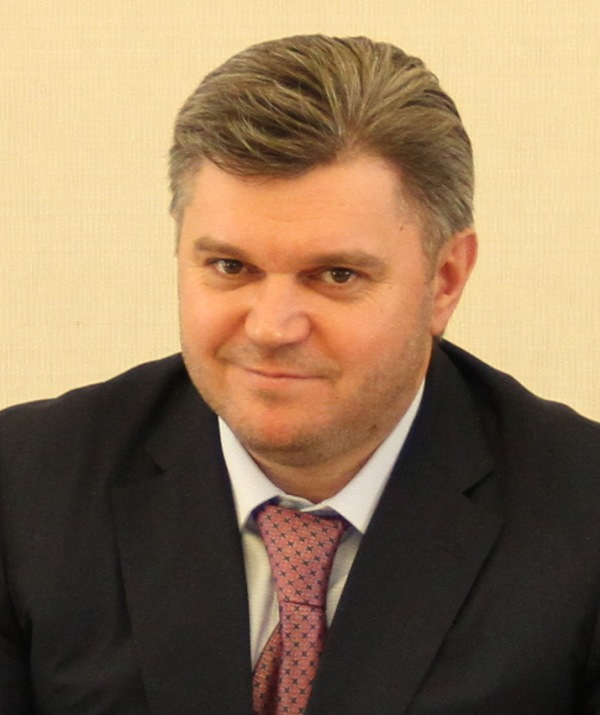
Eduard Stawyzkyj 2014

Eduard Anatolijowytsch Stawyzkyj (ukrainisch Едуард Анатолійович Ставицький; * 4. Oktober 1972 in Lebedyn, Oblast Sumy, Ukrainische SSR) ist ein ehemaliger ukrainischer Politiker und war vom 24. Dezember 2013 bis 27. Februar 2014 „Minister für Energie und Kohleindustrie“ der Ukraine in der Regierung unter Präsident Wiktor Janukowytsch.

## Leben
Er studierte an der Staatlichen Bergbauakademie in Dnipropetrowsk. Von 1994 bis 2002 arbeitete er als Geschäftsführer der AG „Wissenschaftliche und Produktionsvereinigung Ökobrennstoff Ukraine“ in Oleksandrija, Oblast Kirowohrad. 2003 erhielt er einen Master of Public Administration der Ukrainischen Akademie für öffentlichen Verwaltung. Von 2002 bis 2006 war er Vorsitzender des Vorstands „Wissenschaftliche und Produktionsvereinigung Ökobrennstoff Ukraine“ und ab 2006 Berater des Ministeriums für Umweltschutz der Ukraine. Von 2007 bis 2010 war er Vorsitzender der staatlichen Energiekonzerns „Nadra Ukraine“. 2007 zog er nach Donezk in die Nähe der Familie von Wiktor Janukowytsch. 2011–2012 war er Vorsitzender des Staatlichen Dienstes für Geologie und Bodenschätze der Ukraine.
Am 20. April 2012 wurde er Minister für Ökologie und natürliche Ressourcen in der Regierung von Mykola Asarow. Dabei bemühte er sich um eine Diversifizierung der Erdgasversorgung, um von Russland unabhängiger zu werden und sagte im Juni 2012 hierzu, dass das Land die Gasunabhängigkeit von Russland gegen 2020 erreichen werde. Am 24. Dezember 2012 wurde er Minister für Energie und Kohleindustrie der Ukraine. Im Januar 2013 war er am Abschluss eines Produktionsbeteiligungsvertrages mit Shell Ukraine beteiligt, der auf die Steigerung der inländischen Schiefergasförderung und die Förderung von Investitionen in die Ukraine abzielt. Auf dem 16. EU-Ukraine-Gipfel in Brüssel im Februar 2013 erklärte er, dass die Ukraine in naher Zukunft sich jährlich 30 Milliarden Kubikmeter Erdgas aus dem Westen sichern könne und unterzeichnete mit dem europäischen Kommissar für Energie Günther Oettinger ein Protokoll über die Modernisierung des ukrainischen Gastransportsystems (GTS). Im November 2013 erklärte er, die Verhandlungen mit Russland über die Begleichung von Gasschulden in Höhe 882 Mio. US-Dollar stünden kurz vor dem Abschluss, präzisierte jedoch nicht, wo die Ukraine das Geld für die Schuldenbegleichung nehmen wird.
Am 24. Dezember 2013 wurde Stawitski zusammen mit anderen Ministern vom ukrainischen Präsidenten Wiktor Janukowytsch seines Amtes enthoben und setzte sich danach ins Ausland ab. Nach dem Regierungswechsel in Folge der Euromaidan-Unruhen fanden am 22. März 2014 ukrainische Ermittler nach eigenen Angaben in seinem Haus 4,8 Millionen US-Dollar, 42 Kilogramm Gold sowie Edelsteine und Luxusuhren, die sofort beschlagnahmt wurden.
Im April 2014 setzte die EU Stawitski auf eine Sanktionsliste infolge der russischen Annexion der Krim, die Stawitski die Einreise in die Mitgliedsstaaten der EU verbietet.

## Nachweise
1. ↑  Archivlink (Memento vom 23. März 2014 im Internet Archive)
2. ↑  https://web.archive.org/web/20120606084812/http://german.ruvr.ru/2012_06_03/76914336/
3. ↑  Ukrainischer Energieminister: EU wird der Ukraine bei der Diversifizierung ihrer Erdgasversorgung helfen (Memento vom 20. Juni 2013 im Internet Archive)
4. ↑  https://web.archive.org/web/20131107034953/http://german.ruvr.ru/news/2013_11_02/Ukraine-will-Gasschulden-am-4-November-begleichen-0020/
5. ↑  https://web.archive.org/web/20140323134116/http://de.ria.ru/post_soviet_space/20121224/265211253.html
6. ↑  Minutenprotokoll: Die wichtigsten Ereignisse im Krim-Konflikt am Samstag. In: Spiegel Online. 22. März 2014, abgerufen am 10. Juni 2018.
7. ↑  zeit.de: EU-Russland Sanktionen: Liste, Stawitski

| Personendaten    | Personendaten                                                                                        |
| ---------------- | --- |
| NAME             | Stawyzkyj, Eduard                                                                                    |
| ALTERNATIVNAMEN  | Stawyzkyj, Eduard Anatolijowytsch (vollständiger Name); Ставицький, Едуард Анатолійович (ukrainisch) |
| KURZBESCHREIBUNG | ukrainischer Politiker                                                                               |
| GEBURTSDATUM     | 4. Oktober 1972                                                                                      |
| GEBURTSORT       | Lebedyn, Oblast Sumy, Ukrainische SSR                                                                |